# 豉甲科

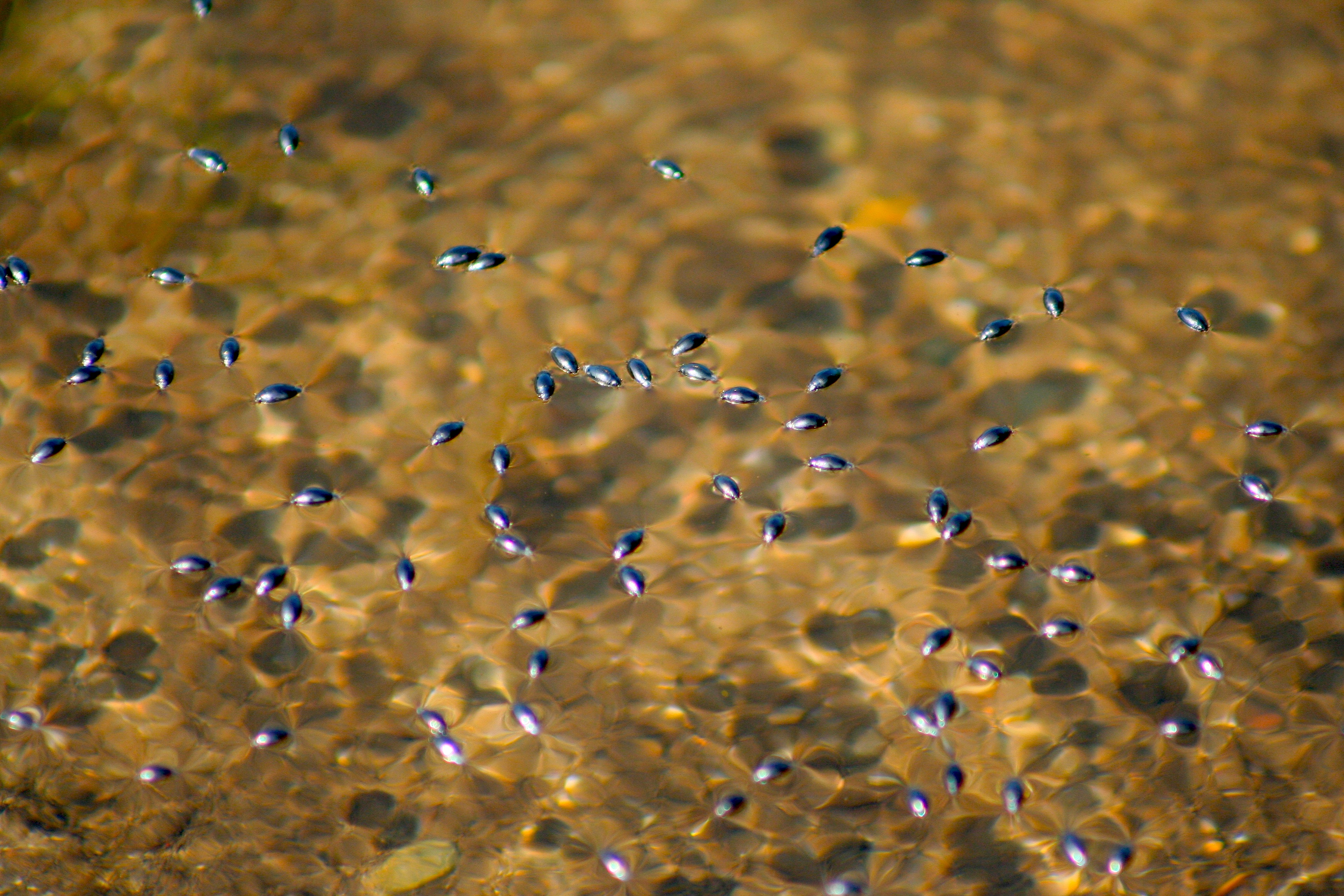
集體成群的豉甲科昆蟲

豉甲科（Gyrinidae），又名豉蟲科，是屬於鞘翅目肉食亚目的一個科，其下多為小型水生昆蟲，目前已知約八百種，多數成蟲種類的尺寸不大，約3毫米到18毫米左右，常群集於乾淨水塘與湖面，有特化的身體結構能夠在水面上巡弋。

## 棲息
主要棲息於乾淨水塘或湖泊、淨水域、等等水生生物棲息地，但因水生環境汙染而導致數量減少。

## 外部形態
豉甲科的昆蟲通常外型偏微橢圓型，擁有金屬灰或古銅色的暗淡色光澤，其外殼非常堅硬、光滑，使得牠在水面上游泳時不會遭到水的阻撓。豉甲科昆蟲擁有一種非常特別的複眼，共有兩對分成上下兩部，一對是在頭部偏上方的位置，可以用來探查水面上方的情況，另一對偏頭部下方一點，可以探查水面下方。該成蟲平時會在水面上迴旋游動，在受到他物驚嚇或搔擾時，便會快速的沉入水中躲藏。

## 習性

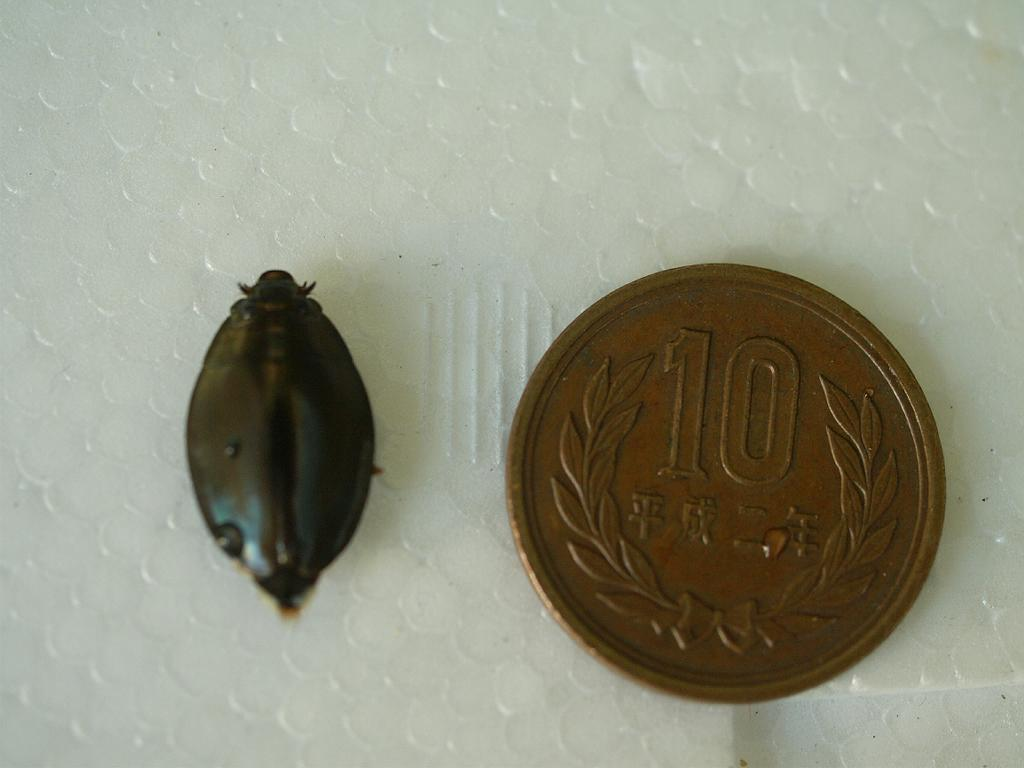
豉甲科與10元日幣的大小對比

豉甲科昆蟲是屬於肉食性的水生甲蟲，與龍蝨科相似，需要在水面上進行氣體交換，牠們通常都是群居生活的，會使用細長的前足來捕食落入水中的昆蟲、小型生物等等。豉甲科昆蟲的中後足短扁成槳狀，即為其游泳足，能用之在水面上滑動。交配季節時，雌蟲會將卵產於水生植物的莖葉上一顆顆成列，孵化後的幼蟲與龍蝨的幼蟲外觀類似，腹部有長氣管鰓，能在水面上進行呼吸。屬於肉食性，一共分為3齡，會捕捉小型水生昆蟲、動物，甚至是不同齡的同類。當即將化蛹時會在岸邊的植物上以水邊的雜物和唾液做成繭，破繭後成蟲在水面生活。

## 分類
豉甲科是肉食亞目之下的一個科。根據布鲁斯的昆虫分类表，豉甲科原來屬於獨自的豉甲總科（Gyrinoidea），現時已合併進。本科之下有物種約800種，可分為25屬，其中十個属的生物已经全部灭绝：
亚科 Spanglerogyrinae
- †Anagyrinus（英语：Anagyrinus）
- Spanglerogyrus（英语：Spanglerogyrus）

亚科 Heterogyrinae
- †Mesogyrus（英语：Mesogyrus）
- Heterogyrus（英语：Heterogyrus）
- †Cretotortor（英语：Cretotortor）
- †Baissogyrus（英语：Baissogyrus）

亚科 Gyrininae
- Andogyrus（英语：Andogyrus）
- †Angarogyrus（英语：Angarogyrus）
- †Avitortor（英语：Avitortor）
- Dineutus（英语：Dineutus）
- Enhydrus（英语：Enhydrus）
- Gyretes（英语：Gyretes）
- Gyrinus（英语：Gyrinus）
- Gyrinoides（英语：Gyrinoides）
- †Gyrinopsis（英语：Gyrinopsis (beetle)）
- †Gyrinulopsis（英语：Gyrinulopsis）
- Macrogyrus（英语：Macrogyrus）
- †Mesodineutes（英语：Mesodineutes）
- Metagyrinus（英语：Metagyrinus）
- †Miodineutes（英语：Miodineutes）
- Orectochilus（英语：Orectochilus）
- Orectogyrus（英语：Orectogyrus）
- Porrorhynchus（英语：Porrorhynchus）
- Protogyrinus（英语：Protogyrinus）

分类未定
- Aulonogyrus（英语：Aulonogyrus）

## 延伸阅读
[在维基数据编辑]
 《欽定古今圖書集成·博物彙編·禽蟲典·豉蟲部》，出自陈梦雷《古今圖書集成》

## 外部連結
- （英文）Gyrinidae 豉甲科的分析（页面存档备份，存于） 生命之树
- 昆蟲生態觀察家（页面存档备份，存于）
- 豉甲科群集生活（影片）
- 維基物種上的相關：豉甲科